# Estado Helênico (1941-1944)
O Estado Helênico (em grego:  Ελληνική Πολιτεία, Elliniki Politeia),  também traduzido como Estado Grego,  era o governo colaboracionista da Grécia durante a ocupação do país pelas potências do Eixo na Segunda Guerra Mundial.
Após a queda da Grécia, o General Geórgios Tsolákoklu foi nomeado primeiro-ministro do novo governo grego em 30 de abril de 1941. Como o Rei Jorge II tinha deixado o país com o legítimo governo grego no exílio, o novo regime evitou todas as referências à monarquia grega e usou o termo genérico "Estado Helênico" como nome oficial do país. O regime colaboracionista não possuía uma definição política precisa, embora Tsolakoglou, um oficial republicano, considerava a ocupação do Eixo como uma oportunidade para abolir a monarquia, e anunciou seu fim após assumir o cargo. A existência de um governo nativo grego foi considerado necessário pelas potências do Eixo a fim de dar alguma aparência de legitimidade à ocupação, embora nunca foi lhe dado mais do que um papel auxiliar. A infra-estrutura do país tinha sido arruinada pela guerra. As matérias-primas e gêneros alimentícios foram requisitados, e o governo foi forçado a pagar o custo da ocupação, dando origem a inflação, ainda mais exacerbada por um "empréstimo de guerra" que a Grécia foi forçada a conceder à Alemanha nazista. As requisições, juntamente com o bloqueio aliado da Grécia, resultou durante o inverno de 1941-1942 na Grande Fome (em grego: Μεγάλος Λιμός), que causou a morte de cerca de 300.000 pessoas.
O Estado Helênico não tinha a infra-estrutura e liberdade de ação para enfrentar as grandes dificuldades do período de ocupação, que também era desprovido de qualquer legitimidade política, e foi amplamente considerado um governo fantoche. Tsolakoglou exigiu maiores direitos políticos de seu governo, e logo ameaçou renunciar.  A proclamação de um serviço de trabalho obrigatório na Alemanha para cidadãos gregos provou ser amplamente impopular e apressou a queda de Tsolakoglou: em 17 de novembro de 1942, foi demitido e substituído por seu vice, Konstantínos Logothetópulos. O novo governo anunciou que 80 mil cidadãos gregos iriam ser enviados para a Alemanha, o que levou a manifestações e greves generalizadas, e a decisão acabou por ser revogada [carece de fontes?] Logothetopoulos, que protestou contra as medidas tomadas pelas autoridades de ocupação do Eixo, renunciou em 6 de abril de 1943. Contra a vontade dos italianos, que favoreciam o ministro das Finanças Sotirios Gotzamanis, ele foi substituído por Ioannis Rallis, um político monarquista. Rallis foi responsável pela criação dos Batalhões de Segurança, que ajudaram as autoridades do Eixo na luta contra a resistência grega.
O governo colaboracionista grego deixou de existir após a retirada das forças alemãs e a libertação do país em outubro de 1944. Embora Tsolakoglou, Logothetopoulos e Rallis foram presos, o governo monárquico restaurado não fez nenhum grande esforço para punir os colaboradores dos nazistas: isso contribuiu para a escalada das inimizades políticas na Grécia, que por sua vez desempenharam um papel na eclosão da Guerra Civil Grega.